# Cuandixia

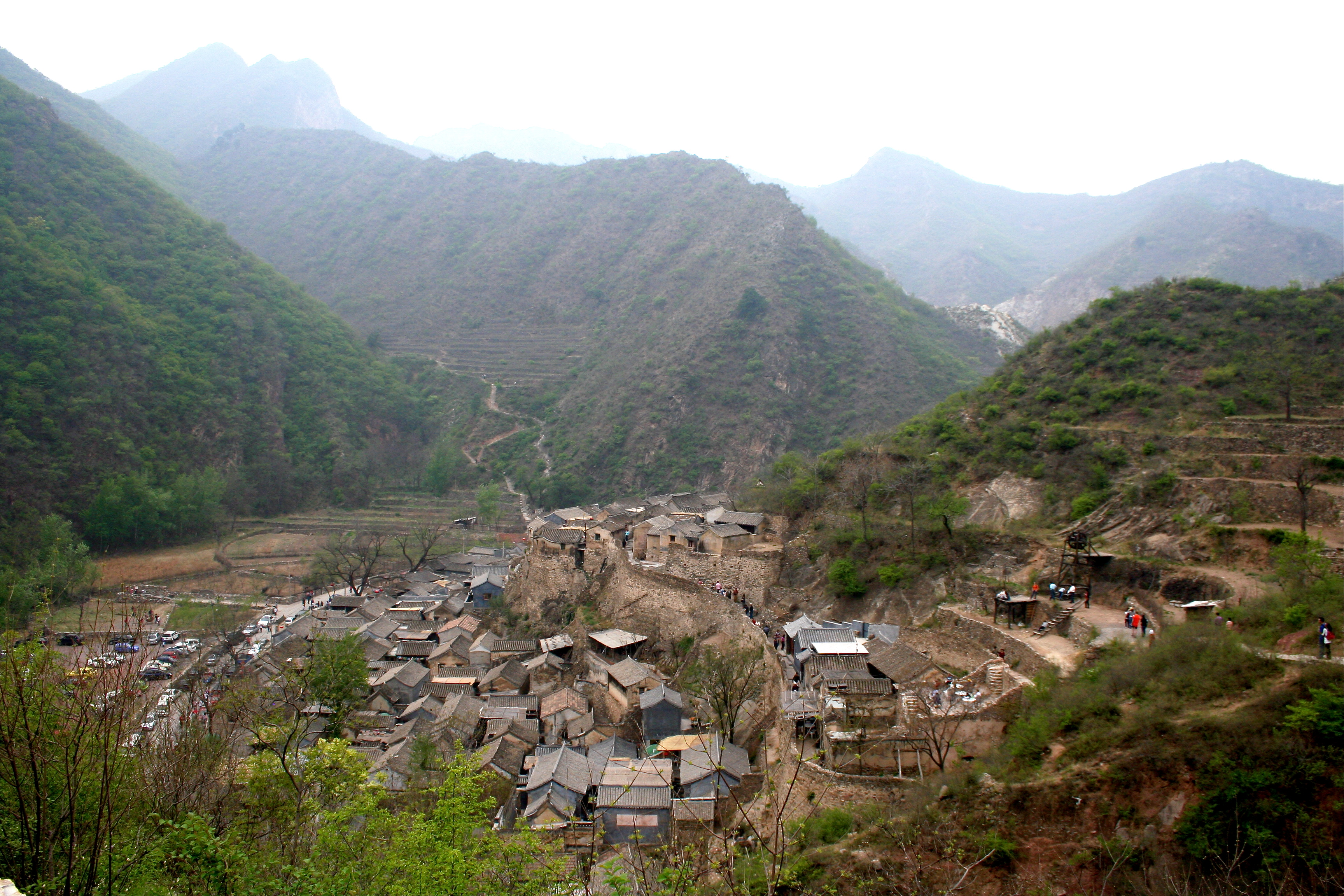
Das Dorf Cuandixia

Das Dorf Cuandixia (chinesisch 爨底下村, Pinyin Cuàndǐxia Cūn) ist ein Dorf der Großgemeinde Zhaitang (齋堂鎮) des westlichen Pekinger Stadtbezirks Mentougou. Es soll von der aus der Provinz Shanxi stammenden Familie Han (韩氏) in der Yongle-Ära (1403–1424) der Ming-Dynastie gegründet worden sein. Seiner verkehrsgünstigen Lage verdankte es seinen Aufstieg in der Qing-Dynastie.
Die alte Architektur des Dorfes Cuandixia (Cuandixiacun gu jianzuqun 爨底下村古建筑群) aus der Zeit der Ming- bis Qing-Dynastie steht seit 2006 auf der Liste der Denkmäler der Volksrepublik China (6-312).